# Cosso Cornelio Lentulo (console 1 a.C.)
Cosso Cornelio Lentulo (dal latino: Cossus Cornelius Lentulus) (34 a.C. circa – 36 circa) fu politico e militare dell'Impero.
Ebbe due figli maschi: Cosso Cornelio Lentulo console del 25 e Gneo Cornelio Lentulo Getulico, console del 26, oltre ad una figlia femmina di nome Cornelia, andata in sposa al console del 26, Gaio Calvisio Sabino. Due suoi nipoti furono anch'essi consoli: Gneo Cornelio Lentulo Getulico nel 55 e Cosso Cornelio Lentulo nel 60.

## Biografia
Fu console nell'1 a.C. Pochi anni più tardi, nel 5-6, divenne governatore d'Africa proconsolare e batté prima i Musulami e poi i Getuli (nel 6), ottenendo gli ornamenta triumphalia ed il cognomen trasmissibile anche ai figli di Gaetulicus (Getulico). Potrebbe aver svolto qualche compito importante durante la rivolta dalmato-pannonica del 6-9 anche se non ci è dato sapere con certezza. Divenne, inoltre, quindecemvir sacris faciundis prima della fine del principato di Augusto (entro il 14).
Fu intimo amico dell'imperatore Tiberio e nel 31 riuscì a bloccare un processo contro l'amico Lucio Arrunzio, promosso dall'allora prefetto del Pretorio, Elio Seiano. Dal 33 al 36 ricoprì la carica di Prefetto dell'Urbe.

### Fonti primarie
- Cassio Dione Cocceiano, Storia romana, LV.
- Velleio Patercolo, Storia di Roma, II;
- Floro, Epitome di storia romana, II;

### Fonti secondarie
- Ronald Syme, L'aristocrazia augustea, trad.it., Milano 1993.
- Ronald Syme, in Journal of Roman Studies 1933, Some notes under the legions under Augustus, p. 25;